# Steyr 650
Der Steyr 650 ist ein Traktor aus der Steyr Plus-Serie von Steyr Daimler Puch. Er wurde von 1971 bis 1977 gebaut.
1971 wurde die bestehende Plus-Serie mit den Typen Steyr 30, Steyr 40, Steyr 50, Steyr 70 und Steyr 90 aus Marketinggründen auf dreistellige Typenbezeichnungen umgestellt und gleichzeitig wurden einige Änderungen vorgenommen, die sich zum Teil auch an der Leistung auswirkten. Der neue Steyr 650 ersetzte daher den Steyr 50 mit etwas kleinerem Motor und unten liegendem Auspuff.
Der wassergekühlte Dieselmotor des Typs WD 408.81 mit vier Zylindern und 3,140 l Hubraum hatte eine Leistung von rund 37 kW (50 PS). Das Getriebe hatte 16 Vorwärtsgänge und acht Rückwärtsgänge, auf Wunsch auch bis zu 16 Vorwärtsgänge und 16 Rückwärtsgänge. Die Höchstgeschwindigkeit wurde mit 30 km/h angegeben.
Der Traktor war als Steyr 650 in der Hinterradversion und als Steyr 650 a in einer Allradversion erhältlich. Eine Kabine war auf Wunsch zu haben.
Die Karosserie wurde vom französischen Industriedesigner Louis Lucien Lepoix entworfen.